# Констансана
Констансана (ісп. Constanzana) — муніципалітет в Іспанії, у складі автономної спільноти Кастилія-і-Леон, у провінції Авіла. Населення — 123 особи (2010).
Муніципалітет розташований на відстані близько 110 км на північний захід від Мадрида, 34 км на північний захід від Авіли.
На території муніципалітету розташовані такі населені пункти: (дані про населення за 2010 рік)
- Констансана: 92 особи
- Харайсес: 31 особа

## Демографія
Динаміка населення (INE ):